# 里奧哈 (秘魯)
里奧哈（西班牙語：Rioja），是秘魯的城鎮，位於該國中北部聖馬丁大區，是里奧哈省的首府，處於莫約班巴以西，始建於1782年9月22日，海拔高度848米，2007年人口24,263。
6°03′00″S 77°08′30″W / 6.05000°S 77.14167°W